# Specklinia bretaiiense
Specklinia bretaiiense es una especie que pertenece a la familia Orchidaceae, que forma parte del género Specklinia y del subgénero Hymenodanthae de la gran llanura amazónica de Perú. Es una especie prácticamente desconocida debido a que fue descubierta recién a finales de 2024 en la selva peruana.
La flor recibió su nombre en honor a la localidad de Bretaña, donde fue descubierta.

## Descubrimiento
Un equipo de investigadores descubrió esta especie de orquídea en el distrito de Puinahua, provincia de Requena, en el departamento de Loreto. El hallazgo fue parte de un estudio del Programa de Monitoreo de la Biodiversidad de la empresa petrolera PetroTal, realizado en áreas inundables de la selva baja, específicamente dentro de la zona de influencia de la Locación 2 del Lote 95.